# اوبولونسکی
اوبولونسکی (به اوکراینی: Оболонський район) منطقه شهری در شمال شهر کی‌یف، اوکراین قرار دارد. اوبولونسکی در ابتدا قریه در نزدیکی کی‌یف اوکراین بود در دهه ۱۹۸۰ به عنوان منطقه مسکونی مینسکی شناخته می‌شد که در سال ۲۰۰۱ به نام ابولونسکی تغییر نام داده شد. ساخت و سازهای دهه اول قرن بیست یکم منطقه اوبولونسکی را به منطقه جذاب برای سکونت تبدیل کرد.

## نگارخانه

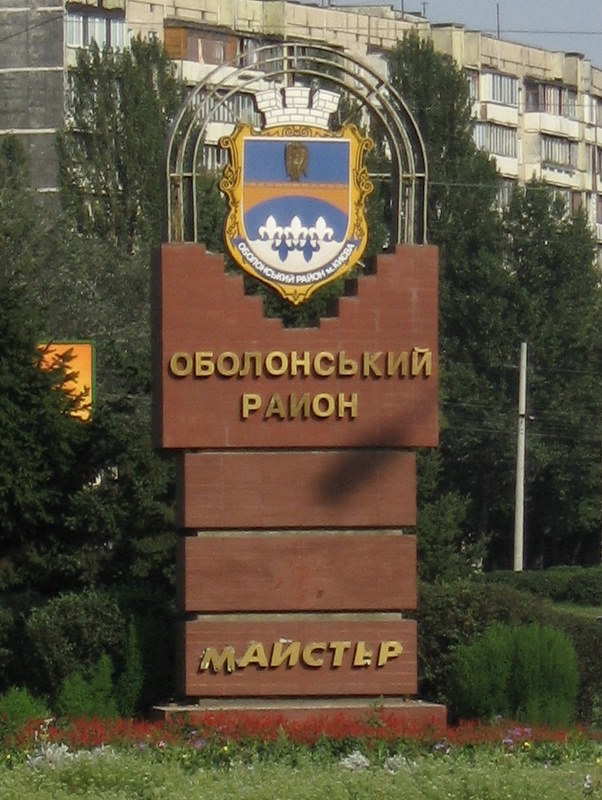
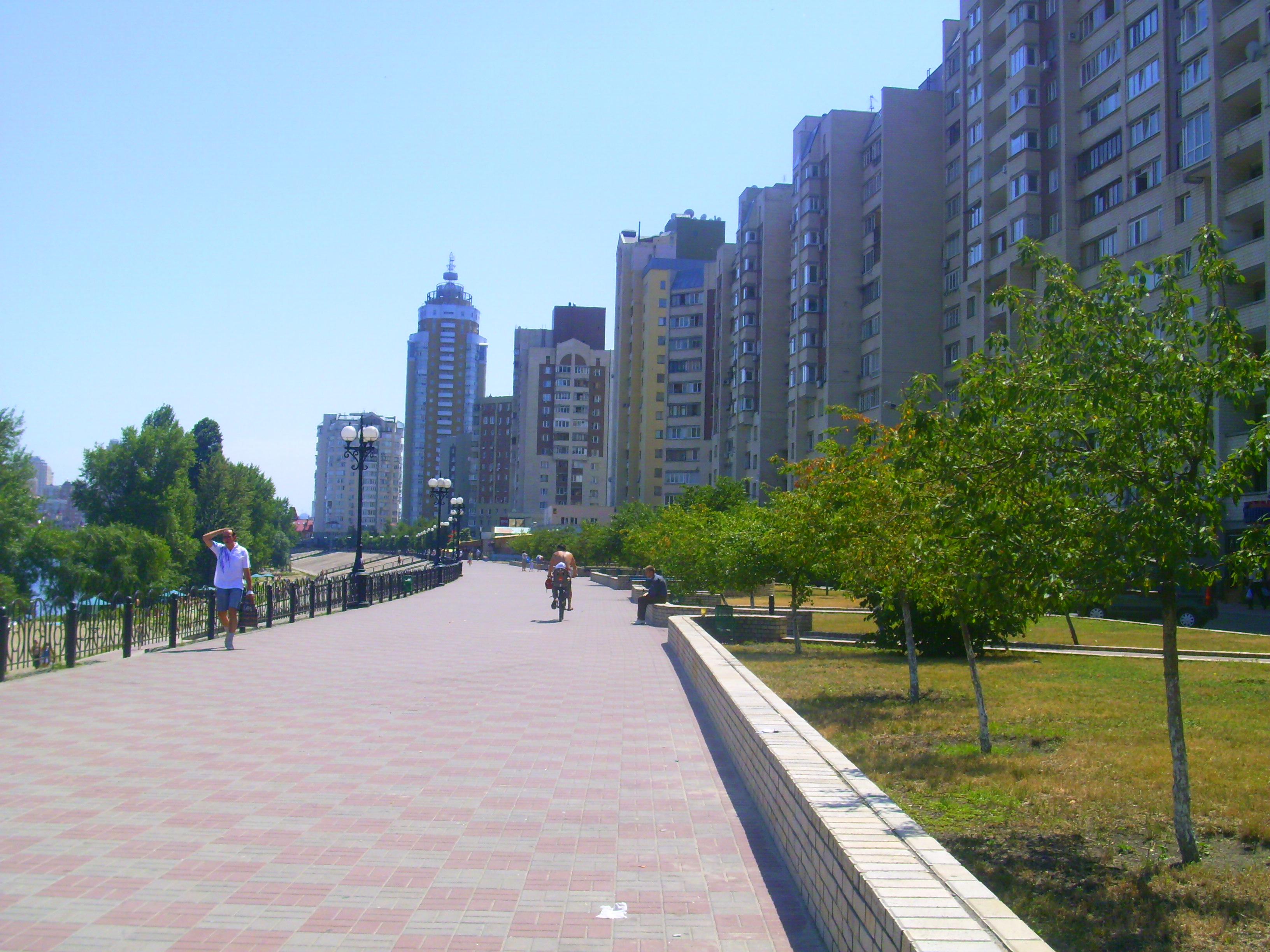
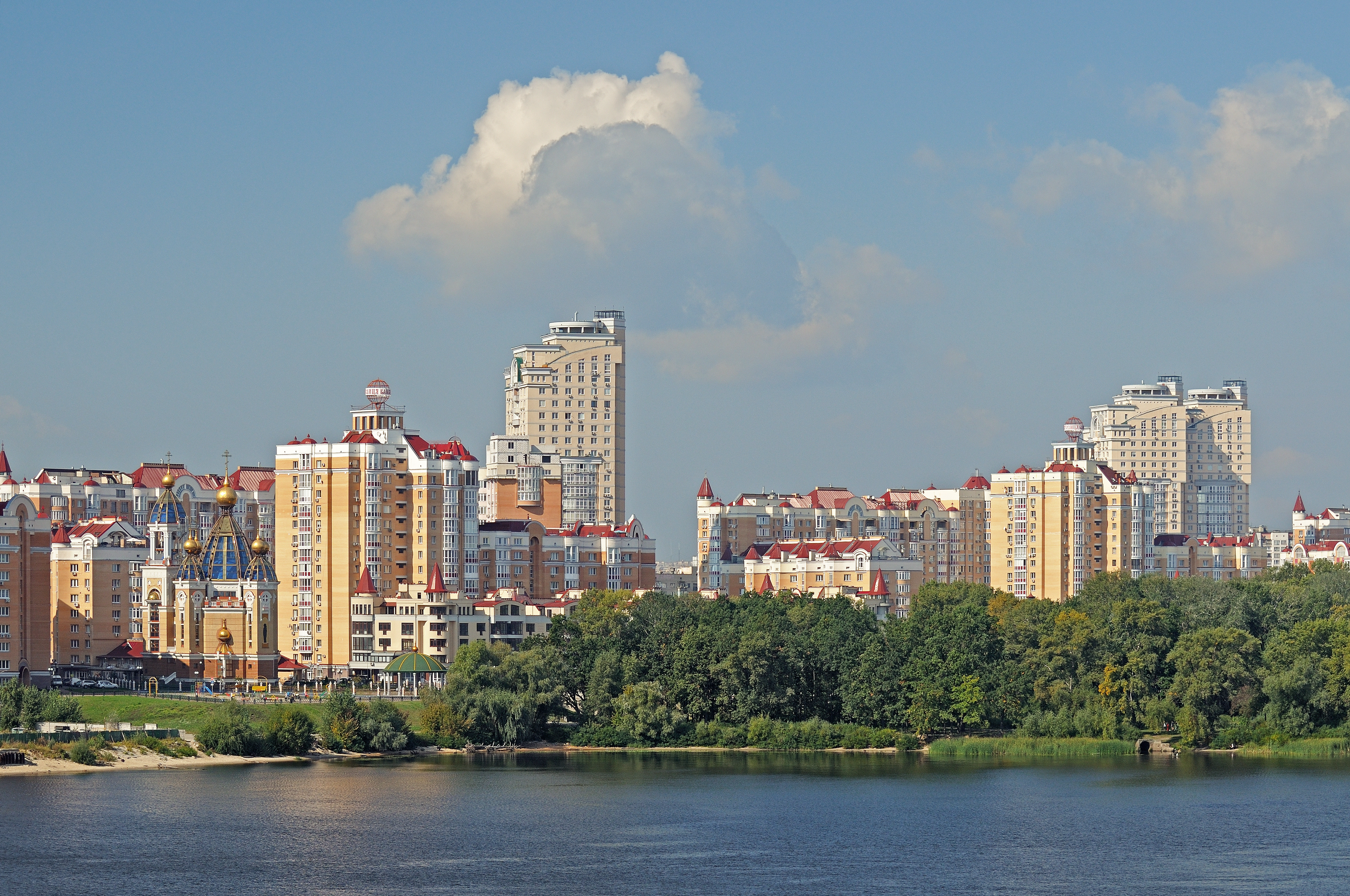

## جاذبه‌های توریستی
- پارک ناتالکا
- پارک کامنیف غمگین
- بازار اوبولن
- پلاژ برهنگی ابولون